# Банальсит
Банальсит — мінерал класу силікатів, що відноситься до групи польових шпатів. Назва походить від хімічних символів елементів у його складі: барій (Ba), натрій (Na), алюміній (Al) і кремній (Si, силіцій).

## Загальний опис
Банальсит — це силікат із хімічною формулою Na₂BaAl₄Si₄O₁₆. Він кристалізується в ромбічній системі. Його твердість за шкалою Мооса становить 6.
Відповідно до класифікації Нікеля-Штрунца, банальсит належить до «09.FA – тектосилікатів без цеолітової H₂O, без додаткових нететраедричних аніонів» разом із такими мінералами: каліофіліт, кальсиліт, нефелін, панунцит, трикальсиліт, йосіокаїт, малінкосиліт, віргіліт, лізициніт, адулярій, анортоклаз, баддінгтоніт, цельсіан, гіалофан, мікроклін, санідин, рубіклін, моналбіт, альбіт, андезин, анортит, бітовніт, лабрадорит, олігоклаз, рідмергнерит, парацельсіан, святославіт, кумдісоніт, строналзит, данбурит, малевіт, пеквіт, лінгуніт і кокчетавіт.